# إدوين أ. بولوك
إدوين أ. بولوك (بالإنجليزية: Edwin A. Pollock)‏ هو ضابط أمريكي، ولد في 21 مارس 1899 في أوغستا في الولايات المتحدة، وتوفي في 8 نوفمبر 1982 في كارولاينا الجنوبية في الولايات المتحدة.